# Anacolia laevisphaera
Espèce
Anacolia laevisphaera est une espèce de mousse de la famille des Bartramiaceae.